# 兹纳缅卡 (坦波夫州)
兹纳缅卡（羅馬化：Znamenka）是俄罗斯坦波夫州的市级镇，为该州兹纳缅卡区行政中心及规模最大聚居地，也是该区唯一的一座市级镇。地处坦波夫州中南部，位于伏尔加河流域莫克沙河一支流茨纳河畔，在州府坦波夫南方。R22公路（里海公路）从该镇西侧经过。
18世纪首见于文献，1971年设市级镇。该地2022年人口有4,965人；2010年人口6,167；2002年人口9,210；1989年人口9,540。